# Flugunfall der Tajikistan Airlines nahe Chorugh
Am 28. August 1993 stürzte eine Jakowlew Jak-40 während des Starts zu einem Flug der Tajikistan Airlines von Chorugh nach Duschanbe in den Pandsch bei Chorugh, wobei 82 der 86 Insassen starben. Es ist der schwerste Flugunfall mit einer Jakowlew Jak-40 und der schwerste in Tadschikistan.

## Vorgeschichte
Bereits im Juli 1993 meldete der Geschäftsführer der Tajikistan Airlines den Behörden, dass bewaffnete oppositionelle Gruppen den normalen Flugbetrieb auf dem Flughafen Chorugh stören würden.

## Flugzeug
Das Flugzeug war eine 18 Jahre alte Jakowlew Jak-40 mit dem Luftfahrzeugkennzeichen EY-87995, die mit drei Triebwerken des Typs  Iwtschenko AI-25 ausgestattet war. Das Flugzeug wurde gechartert, um Frauen, Kinder und Kämpfer während des Bürgerkriegs in Tadschikistan nach Duschanbe zu fliegen.

## Besatzung
Die Besatzung bestand aus dem Flugkapitän Mels Sijarow, dem Ersten Offizier Juri Djomin, dem Flugingenieur Nisomiddin Burijew, dem Navigator Jewgeni Babadschanow, sowie einem Flugbegleiter.

## Verlauf
Während des Einstiegs der Passagiere näherten sich plötzlich mehrere Kämpfer dem Flugzeug, umringten es und feuerten mehrere Schüsse ab, um es zu stoppen. Die Kämpfer zwangen die, bereits im Flugzeug sitzenden, Passagiere auszusteigen und entschieden selbständig, wer in das Flugzeug steigen solle. Die Besatzungsmitglieder versuchten einzugreifen, aber sie wurden durch die Kämpfer zurückgedrängt. Schließlich befanden sich 86 Personen, einschließlich 14 Kinder, an Bord des Flugzeugs, welches für maximal 32 Passagiere zugelassen und hier für nur 28 Passagiere bestuhlt war. Hierdurch wurde die maximale Startmasse um 3 t überschritten. Der Kapitän versuchte den Kämpfern dies zu erklären, aber diese wollten dies nicht einsehen. Danach weigerten sich die Piloten, das Flugzeug zu fliegen, bis die Kämpfer die Waffen auf sie richteten und einen Schuss abgaben. Schließlich wurden die Piloten vor die Wahl gestellt, entweder vor Ort erschossen zu werden oder das überladene Flugzeug zu fliegen. Die Piloten entschieden sich für letzteres. Als sich das Flugzeug auf der Startbahn befand, gab der Fluglotse die Startfreigabe. Während des Starts hob das Bugfahrwerk ab, aber das Flugzeug hob nicht ab. Die Piloten brachen den Start nicht ab; das Flugzeug schoss daraufhin über das Startbahnende hinaus und das linke Hauptfahrwerksbein traf einen flachen Erdwall, ca. 150 m hinter dem Ende der Startbahn. Weitere 60 m dahinter traf das rechte Hauptfahrwerksbein einen kleinen Bunker aus Beton. Schließlich stürzte das Flugzeug um 10:46 Uhr in den Fluss Pandsch bei Chorugh und zerbrach. Kurz darauf trafen die Feuerwehr und mehrere Krankenwagen am Unfallort ein. Durch das Feuer konnten die Ärzte nicht sofort die Suche nach Überlebenden beginnen. Schließlich konnten sechs Personen, darunter vier Passagiere, der Flugingenieur Nisomiddin Burijew und ein weiteres Besatzungsmitglied, in die Krankenhäuser in Chorugh und Duschanbe gebracht werden, wo Burijew in der folgenden Nacht seinen schweren Kopfverletzungen und inneren Verletzungen erlag. Auch das andere Besatzungsmitglied starb, während alle vier eingelieferten Passagiere überlebten.

## Nachwirkungen
Nach diesem Vorfall wurde der Flugverkehr in Chorugh bis zum Ende des Bürgerkriegs eingestellt.